# Argiduna
Argiduna est, dans la mythologie basque, un lutin qui se manifeste la nuit sous forme de lumière, un gobelin espiègle qui apparaît dans les croyances en forme de veilleuse.

## Étymologie
Argiduna signifie "celui qui a de la lumière" en basque, il s'agit d'une contraction des mots argi "lumière" et duna "celui qui a", "celui qui possède".

## Description
Les voix des anciens d'Euskal Herria disent que dans les Pyrénées basques, vous pouvez trouver des endroits, comme à Zeanuri, où le bien et le mal se rencontrent, sous la forme de génies locaux. Tout dépend du cœur de celui qui parcourt les montagnes.
Dans le massif d'Aralar, il y a un grand gouffre appelé « Albi », d'où les condamnés à l'enfer accèdent à leur dernière résidence et entrent dans le monde des ombres par cet endroit. C'est pourquoi, la nuit, il est possible d'observer l'Argi : la lumière comme manifestation des âmes des défunts. l'Argi est largement répandue dans les légendes de nombreux endroits du Pays basque.
Mais si les âmes des réprouvés passent par là... Qu'arrive-t-il aux vivants ? Eh bien, ils peuvent voir l'Argiduna, qui est un gobelin en forme de veilleuse, et sa mission est de guider ceux qui sont perdus dans les montagnes, d'aider les petits qui s'aventurent dans des endroits dangereux, d'empêcher les troupeaux de se perdre, et transformer en graines, les miettes qui tombent des poches des promeneurs.
À de nombreuses reprises, l'Argi et l'Argiduna ont été observés, et il existe différentes légendes à leur sujet. L'une des plus répandues est celle de Don Adame, un fermier qui, à la recherche d'une chèvre perdue, s'est aventuré dans le gouffre, et sans l'atteindre, a réussi à distinguer la lumière de défunts. Effrayé, il se dirigea vers la direction opposé, mais faillit tomber de la falaise. Dans l'obscurité, il pouvait sentir un bras se tendre dans les airs, le ramenant sur le chemin. Puis, il a pu remarquer que le chemin du retour était étrangement éclairé. Au loin et devant, il pouvait entendre le tintement de la cloche autour du cou de sa chèvre. Lorsqu'il arriva près de la ferme, l'animal l'attendait assis sur les rochers. Don Adame a toujours commenté son expérience et son petit-fils l'a transmise.